# Milsami Orgiejów
Fotbal Club Milsami Orgiejów (rum. Fotbal Club Milsami Orhei) – mołdawski klub piłkarski z siedzibą w Orgiejowie.

## Historia
Chronologia nazw:
- 1997—2009: Viitorul Step-Soci
- 2009—2010: Viitorul Orhei
- 2010—...: Milsami Orhei

Drużyna piłkarska Viitorul Step-Soci została założona w miejscowości Step-Soci w 1997. Na początku klub występował w niższych ligach. Dopiero w sezonie 2007/08 debiutował w Divizia A, w której zajął 7. miejsce. W następnym sezonie zajął 1. miejsce i awansował do Divizia Națională. Latem 2009 klub przeniósł siedzibę do Orgiejowa i zadebiutował w najwyższej lidze. Latem 2010 zmienił nazwę na Milsami Orhei.
W sezonie 2014/2015 Milsami po raz pierwszy w swojej historii zdobył mistrzostwo kraju. Wyczyn ten został powtórzony 10 lat później.

## Sukcesy
- Divizia Națională: 
  - 1. miejsce: 2014/15, 2024/25
- 1. miejsce w Divizia A: 2008/09
- Puchar Mołdawii (1x): 2011/12

## Skład
Stan na 15 października 2021.
| Nr | Poz. | Piłkarz           |
| -- | ---- | ----------------- |
| 1  | BR   | Emil Tîmbur       |
| 4  | OB   | Igor Arhirii      |
| 5  | OB   | Ion Ghimp         |
| 6  | OB   | Daniil Zaporojan  |
| 7  | NA   | Nichita Iurașco   |
| 8  | PO   | Gheorghe Andronic |
| 10 | NA   | Alexandru Dedov   |
| 12 | BR   | Vladislav Butuc   |
| 14 | OB   | Vadim Dijinari    |
| 15 | NA   | Sergiu Nazar      |

| Nr | Poz. | Piłkarz            |
| -- | ---- | ------------------ |
| 16 | NA   | Alexandru Antoniuc |
| 18 | OB   | Petru Racu         |
| 19 | PO   | Daniel Pîslă       |
| 20 | PO   | Vitus Amougui      |
| 22 | NA   | Sergiu Istrati     |
| 23 | OB   | Vadim Bolohan (c)  |
| 24 | PO   | Eugen Zasavițchi   |
| 31 | BR   | Victor Buga        |
| 98 | PO   | Igor Lambarschi    |

## Europejskie puchary
Legenda do wszystkich tabel:
- Q – runda eliminacyjna, 1/16, 1/8, 1/4, 1/2 – odpowiednia faza rozgrywek, Grupa – runda grupowa, 1r gr – pierwsza runda grupowa, 2r gr – druga runda grupowa, F – finał, R – runda, PO – play-off
- k. – rzuty karne, los. – losowanie, Dogr. – dogrywka, w. – zasada bramek strzelonych na wyjeździe

| Sezon   | Rozgrywki               | Runda | Klub                    | Dom | Wyjazd | Ogólnie     |
| ------- | ----------------------- | ----- | ----------------------- | --- | ------ | ----------- |
| 2011/12 | Liga Europy             | 1Q    | Dinamo Tbilisi          | 1–3 | 0–2    | 1–5         |
| 2012/13 | Liga Europy             | 2Q    | FK Aktobe               | 4–2 | 0–3    | 4–5         |
| 2013/14 | Liga Europy             | 1Q    | F91 Dudelange           | 1–0 | 0–0    | 1–0         |
| 2013/14 | Liga Europy             | 2Q    | Szachcior Soligorsk     | 1–1 | 1–1    | 2–2, k: 4–2 |
| 2013/14 | Liga Europy             | 3Q    | AS Saint-Étienne        | 0–3 | 0–3    | 0–6         |
| 2015/16 | Liga Mistrzów           | 2Q    | Łudogorec Razgrad       | 2–1 | 1–0    | 3–1         |
| 2015/16 | Liga Mistrzów           | 3Q    | Skënderbeu Korcza       | 0–2 | 0–2    | 0–4         |
| 2015/16 | Liga Europy             | PO    | AS Saint-Étienne        | 1–1 | 0–1    | 1–2         |
| 2017/18 | Liga Europy             | 1Q    | Fola Esch               | 1–1 | 1–2    | 2–3         |
| 2018/19 | Liga Europy             | 1Q    | Slovan Bratysława       | 2–4 | 0–5    | 2–9         |
| 2019/20 | Liga Europy             | 1Q    | FCSB                    | 1–2 | 0–2    | 1–4         |
| 2021/22 | Liga Konferencji Europy | 1Q    | FK Sarajevo             | 0–0 | 1–0    | 1–0         |
| 2021/22 | Liga Konferencji Europy | 2Q    | Elfsborg                | 0–5 | 0–4    | 0–9         |
| 2022/23 | Liga Konferencji Europy | 1Q    | FK Poniewież            | 2–0 | 0–0    | 2–0         |
| 2022/23 | Liga Konferencji Europy | 2Q    | Kuopion Palloseura      | 1–4 | 2–2    | 3–6         |
| 2023/24 | Liga Konferencji Europy | 1Q    | FK Poniewież            | 0–1 | 2–2    | 2–3         |
| 2024/25 | Liga Konferencji        | 1Q    | Tarpieda-BiełAZ Żodzino | 0–0 | 4–2    | 4–2         |
| 2024/25 | Liga Konferencji        | 2Q    | FK Astana               | 1–1 | 0–1    | 1–2         |
| 2025/26 | Liga Mistrzów           | 1Q    | Kuopion Palloseura      | 0–0 | 0–1    | 0–1         |
| 2025/26 | Liga Konferencji        | 2Q    | Budućnost Podgorica     | 2–1 | 0–0    | 2–1         |
| 2025/26 | Liga Konferencji        | 3Q    | Virtus                  | 3–2 | 0–3    | 3–5         |